# دومنیک دوسالت
دومنیک دوسالت (به انگلیسی: Dominique Dussault) (زاده ۱۹۵۴) خواننده فرانسوی است.
او نماینده موناکو در یوروویژن ۱۹۷۰ بود.